# Divórcio à Italiana
Divorzio all'italiana (br/pt: Divórcio à Italiana) é um filme italiano de 1961, do gênero comédia, dirigido por Pietro Germi.

## Sinopse
O barão Fefé Cefalu está entediado com a vida e a mulher, Rosalia. Ele se apaixona pela prima Ângela quando os dois passam o verão juntos no mesmo castelo. Como o divórcio era impossível na Itália na década de 1960, ele decide matar a esposa simulando uma situação de adultério, o que o livraria da cadeia.

## Elenco
- Marcello Mastroianni .... Ferdinando Cefalù
- Daniela Rocca .... Rosalia Cefalù
- Stefania Sandrelli .... Angela
- Leopoldo Trieste .... Carmelo Patanè
- Odoardo Spadaro .... Don Gaetano Cefalù
- Margherita Girelli .... Sisina
- Angela Cardile .... Agnese
- Lando Buzzanca .... Rosario Mulè
- Pietro Tordi
- Ugo Torrente
- Antonio Acqua
- Bianca Castagnetta
- Giovanni Fassiolo
- Ignazio Roberto Daidone
- Francesco Nicastro

## Principais prêmios e indicações
Oscar 1963 (EUA)
- Venceu na categoria de melhor roteiro original (Ennio De Concini, Alfredo Giannetti e Pietro Germi).
- Indicado nas categorias de melhor diretor e melhor ator (Marcello Mastroianni).

BAFTA 1964 (Reino Unido)
- Venceu na categoria de melhor ator estrangeiro (Marcello Mastroianni).
- Indicado nas categorias de melhor filme de qualquer origem e melhor atriz estrangeira (Daniela Rocca).

Festival de Cannes 1962 (França)
- Venceu na categoria de melhor comédia.
- Indicado à Palma de Ouro.

Globo de Ouro 1963 (EUA)
- Venceu na categoria de melhor ator de cinema - comédia/musical (Marcello Mastroianni).